# Raputia heptaphylla
Raputia heptaphylla är en vinruteväxtart som beskrevs av Henri François Pittier. Raputia heptaphylla ingår i släktet Raputia och familjen vinruteväxter. Inga underarter finns listade i Catalogue of Life.